# 스케르초 2번 (쇼팽)

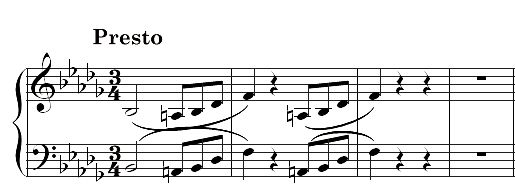

《스케르초 2번 내림 나단조 작품번호 31》는 쇼팽의 스케르초이다. 1837년에 출판되었고 아델 퓌르스텐슈타인 백작부인에게 헌정되었다. 로베르트 슈만은 이 스케르초를 "완화, 대담함, 사랑과 경멸로 넘쳐나는" 바이런의 시에 비유했다.
시작은 Presto로 표시되며 B♭ 단조로 열린다. 그러나 대부분의 작품은 D♭장조로 쓰여져 있다. 작품의 오프닝은 두 개의 아르페지오 피아노시모로 구성되며, 잠시 멈춘 후 전에 포르티시모 화음으로 들어간다. 중간 부분은 A장조로 나온다. 중간 부분이 끝나면(B 플랫 단조로 변조) 첫 번째 섹션이 코다와 함께 다시 나타난다.